# Salignac-Eyvigues
 Salignac-Eyvigues  (en occitano Salanhac e Aivigas) es una población y comuna francesa, situada en la región de Aquitania, departamento de Dordoña, en el distrito de Sarlat-la-Canéda. Es el chef-lieu y mayor población del cantón de Salignac-Eyvigues.

## Demografía
| 942 | 888 | 863 | 942 | 964 | 1008 |
| Para los censos de 1962 a 1999 la población legal corresponde a la población sin duplicidades (Fuente: INSEE [Consultar]) |     |     |     |     |      |